# Зибенгебирге
Зибенгебирге (нем. Siebengebirge, в пер. Семигорье) — горный район в современной средней Германии (ФРГ), северо-западный край Вестервальда.

## География
Горы Зибенгебирге находятся в центральной части Германии на правом берегу Рейна, в земле Северный Рейн — Вестфалия, к юго-востоку от Бонна, в районе городов Кёнигсвинтер и Бад-Хоннеф, и состоят из более чем 50 гор и возвышенностей вулканического происхождения. Были образованы во времена олигоцена, около 25,5 миллионов лет назад. Последнее проявление вулканической активности имело место в миоцене и как результат проявилось в образовании горы Петерсберг. Весь регион Зибенгебирге входит в состав природного резервата Зибенгебирге, одного из старейших в Германии. С юго-востока к Зибенгебирге непосредственно прилегает горный регион Вестервальд.
Горы Зибенгебирге ещё с древности были известны своими природными богатствами. Начиная с I века н. э. римлянами здесь прокладываются шахты для добычи меди, цинка и свинца.

## Наиболее крупные горы
Среди гор, составляющих регион Зибенгебирге, следует отметить следующие:
- Гросс-Ольберг (460,1 м), в восточной части
- Кляйн-Ольберг (331,7 м), северный выступ предыдущего
- Петерсберг (331,1 м), в западной части, с доисторическим кольцевым валом (ок. 3.500 г. до н. э.) и дворцом на вершине
- Нонненштромберг (335,3 м), в западной части
- Драхенфельс (320,7 м), в западной части, с руинами замка Драхенфельс на вершине
- Волкенбург (324 м), в западной части, с руинами замка Волкенбург на вершине
- Лёвенбург (455 м), в восточной части, с руинами крепости
- Лорберг (432,4 м), в восточной части
- Розенау (323 м), в восточной части, с руинами крепости
- Гросс-Брайберг (313 м), в восточной части